# François Sarre
 (juillet 2025).
Motif : TI intégral, pas la moindre source sauf des archives...
- Archive Wikiwix
- Bing
- Cairn
- DuckDuckGo
- E. Universalis
- Gallica
- Google
- G. Books
- G. News
- G. Scholar
- Persée
- Qwant
- (zh) Baidu
- (ru) Yandex
- (wd) trouver des œuvres sur Wikidata

| 1. | Préciser le motif de la pose du bandeau. | Précisez le motif de la pose du bandeau en utilisant la syntaxe suivante : {{admissibilité à vérifier\|date=juillet 2025\|motif=remplacez ce texte par le motif}}                   |
| 2. | Informer les utilisateurs concernés.     | Pensez à avertir le créateur de l'article, par exemple, en insérant le code ci-dessous sur sa page de discussion : {{subst:avertissement admissibilité à vérifier\|François Sarre}} |

 (janvier 2025).
Pour les articles homonymes, voir Sarre.
François Sarre, né le 15 octobre 1854 à Boisseuil (Haute-Vienne) et mort le 20 janvier 1942 à Limoges, est un musicien et auteur-compositeur français.

## Biographie
François Sarre est né près de Boisseuil au moulin de Lanaud le 15 octobre 1854.
À l'école de Pierre-Buffière, il se fait remarquer par son amour des études et de la musique. Désirant poursuivre son instruction musicale, il se fixe en 1879 à Limoges.
C'est au contact de Paul Charreire, maître de chapelle de la cathédrale de Limoges, qu'il se sent irrévocablement attiré par la musique. Il compose de nombreuses mélodies, des chants religieux et un opéra. Il harmonise de nombreux chants traditionnels limousins. Cette reconstitution de chants anciens en assurera leur pérennisation. Il pratique plusieurs instruments, dirige fanfares, orchestres, chorales et organise de nombreuses manifestations musicales.
L'État institue un concours pour l’enseignement de la musique dans les lycées, collèges et écoles normales : il en est l'un des premiers lauréats[réf. nécessaire].
Il enseigne le chant au collège de jeunes filles et dans plusieurs écoles communales de Limoges, écrit dans des journaux musicaux de Paris des articles où il expose sa pédagogie de l'enseignement du chant et du solfège, publie une méthode de solfège et de calligraphie musicale complétée de l'invention d'une plume spéciale pour écrire la musique. Il forme de nombreux élèves jusqu'à un âge très avancé.

À son décès, la presse locale écrit :
« À 87 ans, le papa Sarre, petit homme remuant, trépidant, courtois, aimable, passionné de son art, professait encore, faisant profiter ses nombreux élèves de son expérience qui était grande (Valant). »

### Lo Brianço
Lo Brianço n'est pas un chant du folklore limousin. François Sarre en écrit la musique en 1897 à la demande de M. Lagueny, éditeur de musique à Limoges, mais également parce qu'il chante, fait revivre toute cette région qui lui est si chère et que sillonne la Briance.

Avant d’être une chanson, La Briance a été un poème créé par Joseph Mazabraud. Il y eut au moins une autre harmonisation de cette chanson mais Joseph Mazabraud exigeait : 
« cette nouvelle forme est la seule que j'autorise à reproduire et seulement avec la musique nouvelle de M. Sarre »
En effet, cette version chantée ne prenait pas en compte toutes les paroles initiales. Certains vers ont été modifiés et des couplets rajoutés ; le journal Centre Presse s'en fait l'écho plusieurs fois en 1974,
Elle est chantée pour la première fois chez Monsieur Roudaud, maire de Pierre-Buffière, par les jeunes de cette cité sous la baguette de François Sarre et obtint le 2e prix du concours musical « Les églantines »,. 
Initialement composée pour voix de baryton et piano, La Briance a fait l'objet d'harmonisation pour chœurs et orchestres d'harmonie.
François Sarre a composé une centaine de pièces (chansons, mélodies), un recueil de cantiques et un opéra.

### Enseignement
François Sarre enseigne dans les écoles publiques de Limoges dès 1878 (notamment à l'école de garçons du Pont-Neuf puis à l'école de filles en 1882
Il obtient en 1887 le « Certificat d'aptitude à l'enseignement du chant dans les écoles communales et écoles primaires supérieures » , ce qui lui permet d'enseigner au collège puis lycée de jeunes filles de Limoges (actuellement lycée Léonard-Limosin) dès 1902  jusqu'en 1919 date à laquelle il sera à 65 ans - à la suite d'une directive du ministère de l’instruction publique instituant le principe de féminisation du personnel des établissements de jeunes filles - remplacé par un professeur femme.
En juin 1886, Émile Labussière engage une réorganisation de l'enseignement du chant dans les écoles sur les bases des travaux de François Sarre .
Il instituera, non sans mal, une nouvelle pédagogie de l'enseignement du chant. Elle sera utilisée dans la quasi-totalité des écoles communales de Limoges. Cette pédagogie, développée notamment dans une série d'articles publiés dans Le Parnasse (bulletin musical 1884-1885) s'appuie sur un ensemble de 6 cahiers de solfège pratique qu'il publiera.